# Nedroledon striatus
Nedroledon striatus är en insektsart som beskrevs av Hölzel 1972. Nedroledon striatus ingår i släktet Nedroledon och familjen myrlejonsländor. Inga underarter finns listade i Catalogue of Life.